# 广安门北街
39°53′50″N 116°21′00″E / 39.8972843°N 116.3500283°E
广安门北街是位于中国北京市西城区南部的一条街。

## 简介
广安门北街北起宣武门西大街西口，南到广安门内大街西口，西侧临北京外城西护城河。该街在明朝有昊天寺，故称“昊天寺街”。因为该街南头临城墙的马道，故后称“北马道”，其北侧是菜地、坟地。1965年定名“广安门北顺城街”。1980年代，对道路进行拓宽。路西辟为滨河公园（今为北京营城建都滨水绿道的一部分），其内建有蓟城纪念柱，后来蓟城纪念柱拆除，2003年重建蓟城纪念柱。1991年，天宁寺立交桥建成，该街更名为“广安门北街”。